# Rey Nan de Zhou
El Rey Nan de Zhou (chino: 周赧王; pinyin: Zhōu Nǎn Wáng), o menos generalmente Rey Yin de Zhou (en chino tradicional, 周隱王; pinyin, Zhōu Yǐn Wáng: 周隱王; pinyin: Zhōu Yǐn Wáng) fue el trigésimo séptimo y último rey de la dinastía Zhou de China. Era hijo del Rey Shenjing de Zhou y nieto del Rey Xian de Zhou. Fue rey durante cincuenta y nueve años, el reinado más largo de la dinastía Zhou y de todo el periodo pre-imperial de China.
Fue asesinado después de la anexión de su reino por Qin en 256 a. C.